# Liste des gares du Territoire de Belfort
La liste des gares du Territoire de Belfort, est une liste des gares ferroviaires, haltes ou arrêts, situées dans le département de Territoire de Belfort, en région Bourgogne-Franche-Comté.
| Nom                     | Type de gare | Ligne(s) et PK                            | Date d'ouverture  | Date de fermeture voyageurs | Date de fermeture marchandises | Altitude | Code UIC | Code TR3A | Coordonnées                 | Dép. | Image | Remarques |
| ----------------------- | ------------ | ----------------------------------------- | ----------------- | --------------------------- | ------------------------------ | -------- | -------- | --------- | --------------------------- | ---- | ----- | --- |
| Bas-Évette              | Gare         | 001 : 435,830 055 : 435,830               | 26 avril 1858     | Ouverte                     |                                | 391 m    | 87184200 | BEV       | 47° 40′ 51″ N, 6° 48′ 25″ E | 90   |       | |
| Valdoie                 | Halte        | 001 : 438,837                             | 18 septembre 1892 |                             |                                | 379 m    | 87184218 | VDI       | 47° 39′ 59″ N, 6° 50′ 13″ E | 90   |       | |
| Belfort Trois-Chênes    | Arrêt        | 001 : 440,891                             | 1er juillet 1927  | Ouverte                     | Jamais ouverte                 | 367 m    | 87184242 | TCS       | 47° 38′ 54″ N, 6° 50′ 46″ E | 90   |       | |
| Belfort                 | Gare         | 001 : 442,682 852 : 501,557 854 : 442,682 | 15 février 1858   | Ouverte                     | Ouverte                        | 358 m    | 87184002 | BFT       | 47° 38′ 00″ N, 6° 51′ 13″ E | 90   |       | |
| Chèvremont              | Gare         | 001 : 448,463                             | 15 février 1858   |                             |                                | 359 m    | 87184248 | CMF       | 47° 37′ 18″ N, 6° 55′ 17″ E | 90   |       | |
| Petit-Croix             | Gare         | 001 : 454,270                             | 1871              |                             |                                | 357 m    | 87184267 | PZC       | 47° 36′ 37″ N, 6° 59′ 46″ E | 90   |       | |
| Belfort Montbéliard TGV | Gare TGV     | 014 : 133,858                             | 11 décembre 2011  |                             | Jamais ouverte                 | 351 m    | 87300822 |           | 47° 35′ 09″ N, 6° 53′ 52″ E | 90   |       | Colocalisée avec la halte de Meroux sur la ligne 854. |
| Lachapelle-sous-Chaux   | Gare         | 055 : 438,8                               | 30 juin 1883      | 17 octobre 1938             |                                | 409 m    |          |           | 47° 42′ 01″ N, 6° 49′ 36″ E | 90   |       | De 1992 à 1994, réouverture de la gare pour la desserte du festival des Eurockéennes. |
| Giromagny               | Gare         | 055 : 442,909                             | 30 juin 1883      | 17 octobre 1938             | 2019                           | 461 m    | 87184317 | GY        | 47° 44′ 14″ N, 6° 49′ 49″ E | 90   |       | |
| Danjoutin               | Arrêt        | 854 : 444,6                               | 9 décembre 2018   | Ouverte                     | Jamais ouverte                 | 359 m    |          |           | 47° 37′ 08″ N, 6° 52′ 08″ E | 90   |       | |
| Meroux                  | Gare         | 854 : 449,112                             | 13 août 1877      |                             |                                | 366 m    | 87184408 | MUX       | 47° 35′ 21″ N, 6° 53′ 21″ E | 90   |       | |
| Meroux                  | Halte        | 854 : 449,873                             | 9 décembre 2018   | Ouverte                     | Jamais ouverte                 | 368 m    |          |           | 47° 35′ 09″ N, 6° 53′ 52″ E | 90   |       | Colocalisée avec la gare de Belfort - Montbéliard TGV sur la LGV Rhin-Rhône. |
| Bourogne                | Halte        | 854 : 454,270                             | 13 août 1877      | Ouverte                     | Jamais ouverte                 | 337 m    |          |           | 47° 33′ 43″ N, 6° 55′ 34″ E | 90   |       | |
| Morvillars              | Gare         | 854 : 456,080 856 : 18,281                | 29 juin 1868      | Ouverte                     |                                | 338 m    | 87184424 | MOV       | 47° 32′ 58″ N, 6° 56′ 14″ E | 90   |       | |
| Grandvillars            | Gare         | 854 : 459,609                             | 29 juin 1868      | Ouverte                     |                                | 357 m    | 87184432 | GNV       | 47° 32′ 16″ N, 6° 58′ 43″ E | 90   |       | |
| Joncherey               | Arrêt        | 854 :                                     | 9 décembre 2018   | Ouverte                     | Jamais ouverte                 | 356 m    |          |           | 47° 31′ 35″ N, 6° 59′ 55″ E | 90   |       | Le 16 juillet 1922, Raymond Poincaré s'est rendu à Joncherey pour inaugurer le monument élevé à la mémoire de la première victime de la Guerre. « M. Poincaré arrive à 9 heures par train spécial qui stoppe au passage à niveau de Joncherey, à deux pas du monument. » Il ne semble pas que l'arrêt ait été officiel à cette époque. |
| Delle                   | Gare         | FR-854 : 464,135 CH-240 : 124,91          | 29 juin 1868      | Ouverte                     |                                | 368 m    | 87184440 | DEL       | 47° 30′ 19″ N, 7° 00′ 38″ E | 90   |       | Fermée au trafic voyageurs le 26 septembre 1992 (à destination de Belfort) et le 27 mai 1995 (à destination de la Suisse) ; rouverte le 8 décembre 2006 (uniquement à destination de la Suisse) et le 9 décembre 2018 (à destination de Belfort).                                                                                      |